# Stéphane Bergès
Pour les articles homonymes, voir Bergès.
Stéphane Bergès, né le 9 janvier 1975 à Senlis, est un coureur cycliste français, professionnel de 1998 à 2006.

## Palmarès

### Palmarès amateur
- 1997
  -  Champion de France sur route espoirs
  - Prix de Coucy-le-Château
  - 3e du Grand Prix Gabriel Dubois
  - 3e du Prix de la Saint-Laurent Espoirs
  - 3e du championnat de France du contre-la-montre espoirs
- 2007
  - 2e étape du Week-end béarnais
  - Grand Prix de Miramont-de-Guyenne

### Palmarès professionnel
- 2000
  - 3e étape du Tour Down Under
  - 3e du Circuit des Mines
- 2003
  - 3e étape du Tour de la Région wallonne
- 2006
  - 3e du Duo normand (avec Florent Brard)

## Résultats sur les grands tours

### Tour de France
2 participations
- 2001 : 135e
- 2002 : 150e

### Tour d'Espagne
2 participations
- 2002 : abandon
- 2004 : abandon (9e étape)